# QlikView

Logo QlikView

QlikView – narzędzie Business Intelligence firmy QlikTech pozwalające na zbudowanie całościowego systemu BI w przedsiębiorstwie.
W odróżnieniu od innych narzędzi bazujących na technologii OLAP, QlikView nie korzysta z żadnych preagregatów. Dane z systemów źródłowych ładowane są do natywnego formatu.qvw który stanowi bezpośrednie źródło danych dla warstwy prezentacyjnej i analitycznej. Dane podczas ładowania poddawane są silnej kompresji, co redukuje rozmiar danych do 5–10% w stosunku do wielkości modelu relacyjnego. Podczas pracy z narzędziem cały plik z danym ładowany jest do pamięci RAM i bezpośrednio w niej liczone są potrzebne sumowania w zależności od zadanej selekcji. Zaletą tego podejścia jest niespotykana w innych narzędziach interaktywność i szybkość działania.